# Aphistogoniulus infernalis
Espèce
Statut de conservation UICN

 EN B1ab(i,ii,iii,v)+2ab(i,ii,iii,v) : En danger
Aphistogoniulus infernalis est une espèce de mille-pattes endémique de Madagascar.

## Répartition et habitat
Cette espèce est endémique des forêts tropicales humides de basse altitude et de montagne dans le sud-est de Madagascar. Elle est notamment présente dans la forêt de Sainte-Luce, la forêt de Grand-Lavasoa et dans le corridor Isaka-Ivondro des montagnes Andohahela.